# Deep Roy
Gurdeep Roy (Nairóbi, 1 de dezembro  de 1957), por vezes creditado como Roy Deep, Gordeep Roy, ou simplesmente Deep Roy, é um ator, dublê, comediante e manipulador de fantoches. Ficou conhecido por participar da versão de Tim Burton de Charlie and the Chocolate Factory (filme) (2005) interpretando os Oompa-Loompas.

## Filmografia
- Star Trek (2009) (Longa-metragem), Keenser
- Transformers: Revenge of the Fallen
- Charlie and the Chocolate Factory (filme) (2005) (Longa-metragem), Oompa loompas
- A Noiva Cadáver (2005) (Longa-metragem), General Bonesapart (voz)
- Mansão Mal-Assombrada (2003) (Longa-metragem)
- Peixe Grande e suas Histórias Maravilhosas (2003) (Longa-metragem), Senhor Soggybottom
- Planeta dos Macacos (2001) (Longa-metragem), Garoto Gorila/Sobrinha de Thade
- O Grinch (2000) (Longa-metragem), Carteiro
- Arquivos X - Temporada 8 - Episódio 10 Badlaa (2000),     Mendigo Indiano
- Freaklândia - Parque dos Horrores (1993)
- Minhas Férias na Africa (Going Bananas) (1987)(Longa-metragem), Bonzo (o macaco)
- O Mundo Fantástico de Oz (1985) (Longa-metragem)
- A História Sem Fim (1984) (Longa-metragem)
- Greystoke - A Lenda de Tarzan (1984) (Longa-metragem)
- Star Wars Episode VI: Return of the Jedi (1983) (Longa-metragem)
- Flash Gordon (1980)

### Como Dublê
- O Vingador (2003)
- Duas Vidas (2000)
- Inferno na Estrada (1997) (Longa-metragem)
- Matilda (1996) (Longa-metragem)
- A Árvore dos Sonhos (1994) (Longa-metragem)
- A Hora do Pesadelo 7 - O Novo Pesadelo: Retorno de Freddy Krueger (1994) (Longa-metragem)
- Os Batutinhas (1994)
- Freaklândia - Parque dos Horrores (1993)
- Hook - A Volta do Capitão Gancho (1991) (Longa-metragem)
- Poltergeist II - O Outro Lado (1986) (Longa-metragem)
- Flash Gordeep Roy (1980)